# Agridion
L'agridion était, dans l'Empire byzantin, une petite exploitation agricole à l'écart du chôrion, exploitée par la personne qui y résidait.